# Raquetebol nos Jogos Pan-Americanos de 2011 - Equipes femininas
A competição por equipes femininas foi um dos eventos do raquetebol nos Jogos Pan-Americanos de 2011, em Guadalajara. Foi disputada no Complexo de Raquetebol entre os dias 23 e 25 de outubro.

## Calendário
Horário local (UTC-6).
| Data          | Horário | Fase             |
| ------------- | ------- | ---------------- |
| 23 de outubro | 10:15   | Oitavas-de-final |
| 23 de outubro | 11:30   | Quartas-de-final |
| 24 de outubro | 14:30   | Semifinal        |
| 25 de outubro | 14:30   | Final            |

## Medalhistas
|  | MEX México                    |  | USA Estados Unidos                       |  | ECU Equador               |  | BOL Bolívia                         |
|  | Paola Longoria Samantha Salas |  | Aimee Ruiz Cheryl Gudinas Rhonda Rajsich |  | María Córdova María Muñoz |  | Cintia Loma Jenny Daza María Vargas |

## Resultados
| Oitavas-de-final | Oitavas-de-final | Oitavas-de-final | Oitavas-de-final | Oitavas-de-final |  |  | Quartas-de-final | Quartas-de-final         | Quartas-de-final | Quartas-de-final | Quartas-de-final |  |  | Semifinal | Semifinal          | Semifinal | Semifinal | Semifinal |  |  | Final | Final              | Final | Final | Final |
|                  |                  |                  |                  |                  |  |  |                  |                          |                  |                  |                  |  |  |           |                    |           |           |           |  |  |       |                    |       |       |       |
|                  |                  |                  |                  |                  |  |  |                  |                          |                  |                  |                  |  |  |           |                    |           |           |           |  |  |       |                    |       |       |       |
|                  |                  |                  |                  |                  |  |  |                  | MEX México               | 2                | 2                |                  |  |  |           |                    |           |           |           |  |  |       |                    |       |       |       |
|                  | ARG Argentina    | 2                | 0                | 1                |  |  |                  | VEN Venezuela            | 0                | 0                |                  |  |  |           |                    |           |           |           |  |  |       |                    |       |       |       |
|                  | VEN Venezuela    | 0                | 2                | 2                |  |  |                  |                          |                  |                  |                  |  |  |           | MEX México         | 2         | 2         |           |  |  |       |                    |       |       |       |
|                  |                  |                  |                  |                  |  |  |                  |                          |                  |                  |                  |  |  |           | ECU Equador        | 0         | 0         |           |  |  |       |                    |       |       |       |
|                  |                  |                  |                  |                  |  |  |                  | ECU Equador              | 2                | 1                | 2                |  |  |           |                    |           |           |           |  |  |       |                    |       |       |       |
|                  |                  |                  |                  |                  |  |  |                  | CAN Canadá               | 0                | 2                | 1                |  |  |           |                    |           |           |           |  |  |       |                    |       |       |       |
|                  |                  |                  |                  |                  |  |  |                  |                          |                  |                  |                  |  |  |           |                    |           |           |           |  |  |       | MEX México         | 2     | 2     |       |
|                  |                  |                  |                  |                  |  |  |                  |                          |                  |                  |                  |  |  |           |                    |           |           |           |  |  |       | USA Estados Unidos | 1     | 0     |       |
|                  |                  |                  |                  |                  |  |  |                  | BOL Bolívia              | 2                | 2                |                  |  |  |           |                    |           |           |           |  |  |       |                    |       |       |       |
|                  |                  |                  |                  |                  |  |  |                  | CHI Chile                | 0                | 0                |                  |  |  |           |                    |           |           |           |  |  |       |                    |       |       |       |
|                  |                  |                  |                  |                  |  |  |                  |                          |                  |                  |                  |  |  |           | BOL Bolívia        | 0         | 0         |           |  |  |       |                    |       |       |       |
|                  |                  |                  |                  |                  |  |  |                  |                          |                  |                  |                  |  |  |           | USA Estados Unidos | 2         | 2         |           |  |  |       |                    |       |       |       |
|                  |                  |                  |                  |                  |  |  |                  | DOM República Dominicana | 0                | 0                |                  |  |  |           |                    |           |           |           |  |  |       |                    |       |       |       |
|                  |                  |                  |                  |                  |  |  |                  | USA Estados Unidos       | 2                | 2                |                  |  |  |           |                    |           |           |           |  |  |       |                    |       |       |       |
|                  |                  |                  |                  |                  |  |  |                  |                          |                  |                  |                  |  |  |           |                    |           |           |           |  |  |       |                    |       |       |       |

### Oitavas-de-final
| 23 de outubro 10:15                 | Relatório                           | ARG Argentina                       | 1 – 2 | VEN Venezuela                | Complexo de Raquetebol, Guadalajara Árbitro(s): MEX César Valdez |
| 23 de outubro 10:15                 | Relatório                           | Placar por jogo:                    |       |                              | Complexo de Raquetebol, Guadalajara Árbitro(s): MEX César Valdez |
| 23 de outubro 10:15                 | Relatório                           | Veronique Guillemette               | 2–0   | Islhey Paredes               | Complexo de Raquetebol, Guadalajara Árbitro(s): MEX César Valdez |
| Dafne Macrino                       | Dafne Macrino                       | Dafne Macrino                       | 0–2   | Mariana Tobón                |                                                                  |
| Dafne Macrino/Veronique Guillemette | Dafne Macrino/Veronique Guillemette | Dafne Macrino/Veronique Guillemette | 1–2   | Mariana Tobón/Islhey Paredes |                                                                  |
|                                     |                                     |                                     |       |                              |                                                                  |
|                                     |                                     |                                     |       |                              |                                                                  |

### Quartas-de-final
| 23 de outubro 15:15           | Relatório                     | MEX México                    | 2 – 0 | VEN Venezuela                | Complexo de Raquetebol, Guadalajara Árbitro(s): URU César Farell CRC Jorge Rodríguez |
| 23 de outubro 15:15           | Relatório                     | Placar por jogo:              |       |                              | Complexo de Raquetebol, Guadalajara Árbitro(s): URU César Farell CRC Jorge Rodríguez |
| 23 de outubro 15:15           | Relatório                     | Samantha Salas                | 2–0   | Mariana Tobón                | Complexo de Raquetebol, Guadalajara Árbitro(s): URU César Farell CRC Jorge Rodríguez |
| Paola Longoria/Samantha Salas | Paola Longoria/Samantha Salas | Paola Longoria/Samantha Salas | 2–0   | Islhey Paredes/Mariana Tobón |                                                                                      |
|                               |                               |                               |       |                              |                                                                                      |
|                               |                               |                               |       |                              |                                                                                      |
|                               |                               |                               |       |                              |                                                                                      |

| 23 de outubro 11:30       | Relatório                 | ECU Equador               | 2 – 1 | CAN Canadá                        | Complexo de Raquetebol, Guadalajara Árbitro(s): PUR Miguel Santiago CRC Adolfo Orellana |
| 23 de outubro 11:30       | Relatório                 | Placar por jogo:          |       |                                   | Complexo de Raquetebol, Guadalajara Árbitro(s): PUR Miguel Santiago CRC Adolfo Orellana |
| 23 de outubro 11:30       | Relatório                 | María Muñoz               | 2–0   | Jennifer Saunders                 | Complexo de Raquetebol, Guadalajara Árbitro(s): PUR Miguel Santiago CRC Adolfo Orellana |
| María Córdova             | María Córdova             | María Córdova             | 1–2   | Frederique Lambert                |                                                                                         |
| María Muñoz/María Córdova | María Muñoz/María Córdova | María Muñoz/María Córdova | 2–1   | Brandi Jacobson/Jennifer Saunders |                                                                                         |
|                           |                           |                           |       |                                   |                                                                                         |
|                           |                           |                           |       |                                   |                                                                                         |

| 23 de outubro 12:45    | Relatório              | BOL Bolívia            | 2 – 0 | CHI Chile                 | Complexo de Raquetebol, Guadalajara Árbitro(s): PUR Miguel Santiago VEN Carlos Ruiz |
| 23 de outubro 12:45    | Relatório              | Placar por jogo:       |       |                           | Complexo de Raquetebol, Guadalajara Árbitro(s): PUR Miguel Santiago VEN Carlos Ruiz |
| 23 de outubro 12:45    | Relatório              | María Vargas           | 2–0   | Carla Muñoz               | Complexo de Raquetebol, Guadalajara Árbitro(s): PUR Miguel Santiago VEN Carlos Ruiz |
| Cintia Loma/Jenny Daza | Cintia Loma/Jenny Daza | Cintia Loma/Jenny Daza | 2–0   | Ángela Grisar/Carla Muñoz |                                                                                     |
|                        |                        |                        |       |                           |                                                                                     |
|                        |                        |                        |       |                           |                                                                                     |
|                        |                        |                        |       |                           |                                                                                     |

| 23 de outubro 11:30         | Relatório                   | DOM República Dominicana    | 0 – 2 | USA Estados Unidos        | Complexo de Raquetebol, Guadalajara Árbitro(s): ECU Martha Jarrín |
| 23 de outubro 11:30         | Relatório                   | Placar por jogo:            |       |                           | Complexo de Raquetebol, Guadalajara Árbitro(s): ECU Martha Jarrín |
| 23 de outubro 11:30         | Relatório                   | Yira Portes                 | 0–2   | Cheryl Gudinas            | Complexo de Raquetebol, Guadalajara Árbitro(s): ECU Martha Jarrín |
| Yira Portes/Claudine García | Yira Portes/Claudine García | Yira Portes/Claudine García | 0–2   | Aimee Ruiz/Rhonda Rajsich |                                                                   |
|                             |                             |                             |       |                           |                                                                   |
|                             |                             |                             |       |                           |                                                                   |
|                             |                             |                             |       |                           |                                                                   |

### Semifinals
| 24 de outubro 14:30           | Relatório                     | MEX México                    | 2 – 0 | ECU Equador               | Complexo de Raquetebol, Guadalajara Árbitro(s): URU César Farell |
| 24 de outubro 14:30           | Relatório                     | Placar por jogo:              |       |                           | Complexo de Raquetebol, Guadalajara Árbitro(s): URU César Farell |
| 24 de outubro 14:30           | Relatório                     | Paola Longoria                | 2–0   | María Muñoz               | Complexo de Raquetebol, Guadalajara Árbitro(s): URU César Farell |
| Paola Longoria/Samantha Salas | Paola Longoria/Samantha Salas | Paola Longoria/Samantha Salas | 2–0   | María Córdova/María Muñoz |                                                                  |
|                               |                               |                               |       |                           |                                                                  |
|                               |                               |                               |       |                           |                                                                  |
|                               |                               |                               |       |                           |                                                                  |

| 24 de outubro 14:30    | Relatório              | BOL Bolívia            | 0 – 2 | USA Estados Unidos        | Complexo de Raquetebol, Guadalajara Árbitro(s): CRC Jorge Rodríguez |
| 24 de outubro 14:30    | Relatório              | Placar por jogo:       |       |                           | Complexo de Raquetebol, Guadalajara Árbitro(s): CRC Jorge Rodríguez |
| 24 de outubro 14:30    | Relatório              | Cintia Loma            | 0–2   | Rhonda Rajsich            | Complexo de Raquetebol, Guadalajara Árbitro(s): CRC Jorge Rodríguez |
| Cintia Loma/Jenny Daza | Cintia Loma/Jenny Daza | Cintia Loma/Jenny Daza | 0–2   | Rhonda Rajsich/Aimee Ruiz |                                                                     |
|                        |                        |                        |       |                           |                                                                     |
|                        |                        |                        |       |                           |                                                                     |
|                        |                        |                        |       |                           |                                                                     |

### Final
| 25 de outubro 14:30 | Relatório      | MEX México       | 2 – 0 | USA Estados Unidos | Complexo de Raquetebol, Guadalajara Árbitro(s): CAN Ricky Mattson |
| 25 de outubro 14:30 | Relatório      | Placar por jogo: |       |                    | Complexo de Raquetebol, Guadalajara Árbitro(s): CAN Ricky Mattson |
| 25 de outubro 14:30 | Relatório      | Paola Longoria   | 2–1   | Rhonda Rajsich     | Complexo de Raquetebol, Guadalajara Árbitro(s): CAN Ricky Mattson |
| Samantha Salas      | Samantha Salas | Samantha Salas   | 2–0   | Cheryl Gudinas     |                                                                   |
|                     |                |                  |       |                    |                                                                   |
|                     |                |                  |       |                    |                                                                   |
|                     |                |                  |       |                    |                                                                   |